# Tony Almeida

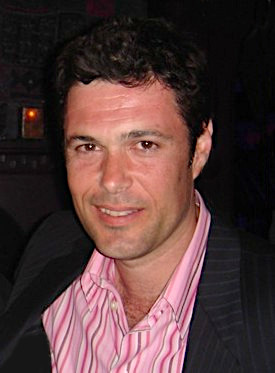
Carlos Bernard, de acteur die Tony Almeida speelt

Anthony “Tony” Almeida is een personage uit de 24-franchise, gespeeld door Carlos Bernard. Almeida kwam na Jack Bauer en Chloe O'Brian in meer afleveringen van de serie voor dan elk ander personage, 115 in totaal.
Tony had een Bachelor in Computerwetenschappen en Techniek van de Universiteit van San Diego en een Master in Computerwetenschappen van Stanford University. Hij was in dienst bij het Marine corps van de Verenigde Staten waar hij de rang van Eerste Luitenant haalde. Tony was een gecertificeerd Krav Maga-leraar. Net voordat hij werkte bij CTU had hij een baan bij Transmeta Corporation als systeemvalidatieanalist.
Tony is goed bevriend met Jack Bauer en was getrouwd met Michelle Dessler.
In de 23e aflevering van het vierde seizoen wordt duidelijk dat Tony's volledige naam “Anthony Almeida” is. Deze naam wordt zichtbaar op het computerscherm waar deze naam te lezen is terwijl Mandy een foto van Tony bekijkt.

## Seizoen 1
In het eerste seizoen van 24 is Tony de op twee na hoogste baas van CTU, na Jack Bauer en Nina Myers. Tony heeft een relatie met Nina Myers, die daarvoor een relatie had met Jack. Dat zorgt voor spanning.
Tony werkt sinds middernacht bij CTU wanneer bekend wordt dat er plannen zijn om een aanslag op de presidentiële kandidaat David Palmer te plegen. Wanneer Jack naar een geheime ontmoeting met Richard Walsh gaat vindt Tony dat verdacht en besluit hij Jacks gedrag door te geven aan Division. Dit leidt ertoe dat CTU streng wordt gecontroleerd door Division.
Tony's vermoedens dat Jack wat achterhoudt voor de rest worden groter wanneer Jack Nina onvrijwillig uit het kantoor meeneemt. Vlak daarna merkt Tony op dat CTU-medewerkster Jamey Farrell liegt, ze vertelt dat Nina het pand verliet voor een ontmoeting bij Division. Nadat Nina terugkeert naar CTU ondervragen ze Jamey en komen ze erachter dat ze werkt voor Gaines. Jamey pleegt vervolgens zelfmoord.
Nadat Jack Teri en Kim heeft gered keren ze terug naar CTU. Zowel Alberta Green als Ryan Chappelle zijn van mening dat Jack senator Palmer onnodig in gevaar heeft gebracht toen hij Kim en Teri wilde redden en daarom dragen ze Tony op dit Jack te vertellen. Tony, die zelf toegeeft geen fan te zijn van Jack, is van mening dat Jack goed heeft gehandeld.
Vlak erna wordt het beveiligde pand waar Teri en Kim zich bevinden aangevallen door criminelen die werken voor Gaines' werknemers Andre en Alexis Drazen. De CTU-agenten die hen beveiligden worden vermoord en Teri en Kim ontsnappen, op de voet gevolgd door de criminelen. Tony wordt erop afgestuurd en besluit naar het huis van Bauers te gaan, waar hij net op tijd Teri en Phil Parslow kan redden, die op het punt staan vermoord te worden door Jovan Myovic.
Net voor het einde van de dag, wanneer Palmer veilig is en de Drazens vermoord zijn, blijkt dat Nina de tweede mol is die werkt voor de Drazens bij CTU. Ze wordt vastgezet, maar men kan niet voorkomen dat ze nog een aantal personen vermoordt, waaronder Jacks vrouw Teri Bauer. Tony kan enkel toekijken hoe Nina wordt afgevoerd.

## Seizoen 2
Na Nina's arrestatie en Jacks afscheid van CTU vanwege de dood van zijn vrouw wordt Tony de tweede in rang bij CTU, net onder Mason. Tony is aanwezig wanneer Jack terugkeert naar CTU omdat hij de enige is vanwege zijn ervaring die gebeurtenissen die vandaag zullen plaatsvinden kan voorkomen. Second Wave, een terroristische organisatie uit het Midden-Oosten, wil een kernbom laten ontploffen in Los Angeles.
Nadat Kate Warner de verloofde van haar zus, Reza Nayieer, verdenkt van illegale praktijken meldt ze dat aan CTU. Tony wordt erop afgestuurd en ondervraagt Reza en de rest van de familie Warner. Via financiële gegevens weten ze Reza te linken naar Syed Ali, de leider van Second Wave. Reza blijft zijn betrokkenheid met de terroristen ontkennen. Later komt men erachter dat Reza inderdaad onschuldig is en dat zijn verloofde Marie Warner, de zus van Kate Warner, de enige is die samenwerkte met terroristen.
Aan het begin van het seizoen is Mason blootgesteld aan een dodelijke hoeveelheid van de stof plutonium waardoor hij lijdt aan stralingsziekte. Mason komt later in het seizoen toch nog opdraven om de kernbom met een vliegtuigje uit het dichtbevolkte gebied van Los Angeles te vliegen. Hij offert zich daarbij wel op. Nu Mason overleden is is Tony de hoogste in rang van CTU. Het is onder zijn leiding dat er informatie wordt binnengebracht over geluidsopnamen waarop Ali gesprekken voert met hoge leiders uit drie landen in het Midden-Oosten op Cyprus, de zogenaamde Cyprusopnamen.
Nadat Jack via Jonathan Wallace te weten is gekomen dat de Cyprusopnamen vals zijn gaat hij met Kate het CTU-gebouw uit om definitief te bewijzen dat de Cyprusopnamen vals zijn en de president niet militair hoeft in te grijpen in het Midden-Oosten. Nadat Carrie Turner Jacks acties meldt aan Tony probeert hij hem te stoppen. Het komt tot een handgemeen waarna Jack uiteindelijk ontsnapt. Tony raakt gewond aan zijn knie en loopt enkele uren op krukken (in werkelijkheid was acteur Carlos Bernard kort daarvoor gewond geraakt na een potje basketbal). Later komt Tony erachter dat de opnamen vals zijn en gaat hij samen met Michelle Dessler Jack helpen, tegen de orders van Chappelle in. CTU-medewerkster Carrie komt erachter en meldt het aan Chappelle. Chappelle wil Tony en Michelle laten arresteren, maar dan krijgt hij een telefoontje van Mike Novick dat hij Jack juist moet helpen. Chappelle geeft zowel Tony als Michelle immuniteit. Met de hulp van Tony en Michelle lukt het Jack en Sherry Palmer aan te tonen dat Peter Kingsley de man achter de aanslagen van vandaag is en de persoon is die de opdracht gaf tot het maken van de Cyprusopnamen.

## 24: The Game
Terwijl Jack Bauer zijn dochter moet redden en meer informatie moet zoeken over terroristische dreiging gaat Tony eropuit. Tony krijgt de opdracht Joseph Sin-Chung, een bemanningslid van de vrachtboot Lee Jin-Yu, die eerder die dag is aangehouden, te arresteren. Ook weet hij een terroristische aanslag in een metrostation te voorkomen voordat CTU in actie kan komen.

## Seizoen 3
Tony is nog steeds agent, ondanks dat hij van andere CTU-divisies promotieaanbiedingen kreeg. Hij is inmiddels getrouwd met Michelle Dessler. In het derde seizoen werken hij, Jack en Gael aan een geheime operatie om het Cordillavirus van de markt te houden om grootschalige besmetting te voorkomen. Wanneer Jack hem zegt dat hij Chase niet bij veldoperaties wil betrekken draagt hij op Tony het te doen. Hij wordt echter in zijn nek geschoten. Al na enkele uren blijkt hij in orde te zijn en kan hij weer terugkeren naar zijn post bij CTU, ondanks een negatief medisch advies.
Naarmate de dag vordert ontstaat er spanning tussen Tony en Michelle, voornamelijk vanwege het feit dat Tony zo makkelijk kon liegen over de geheime operatie om het Cordillavirus van de markt te halen. De spanning loopt nog verder op wanneer Michelle twijfelt aan het leiderschap van Tony bij CTU vanwege zijn verwondingen.
Het raakt Tony zwaar wanneer Michelle vastzit in een met het virus geïnfecteerd hotel. Tony zorgt voor zelfmoordcapsules voor de hotelgasten, zodat ze minder zullen lijden. Eveneens in seizoen drie is Tony de enige, samen met Jack, die weet dat Chapelle zichzelf opoffert voor de terroristen.
Tony maakt ruzie met Jack wanneer hij Kim wil gebruiken in een veldoperatie als vervanging voor Jane Saunders, de dochter van de terrorist achter het virus. Een flinke discussie ontstaat tussen hen in het CTU-gebouw, maar Kim besluit de klus te nemen. Later in het seizoen moet Tony kiezen tussen het laten ontsnappen van Steven Saunders of het redden van Michelles leven en Saunders dochter uit CTU laten ontsnappen, de enige troef die CTU in handen heeft om Saunders te stoppen. Tony weet dat hij opgepakt zal worden voor hoogverraad maar hij kiest voor het leven van Michelle. Wanneer hij al met Saunders dochter richting Saunder rijdt wordt hij tegengehouden door Jack. In een vuurgevecht tussen CTU-agenten en Saunders mannen weet Michelle levend te ontsnappen.
Tony wordt gearresteerd voor verraad wanneer ontdekt wordt dat hij Stephen Saunders hielp. Vermoedelijk zal hij minimaal twintig jaar in de gevangenis moeten zitten of hij zal zelfs ter dood gebracht worden. Voordat hij berecht wordt, wordt het toegestaan op verzoek van Michelle dat hij CTU nog mag leiden tot het virus niet meer in gevaarlijke handen is. Dan wordt Tony weggebracht uit CTU, vlak nadat hij Michelle emotioneel meedeelt dat hij aan haar zal denken om op de been te blijven in de gevangenis.
Het is in seizoen drie dat er de meeste spanning is tussen Tony en Jack, wanneer Tony hem meedeelt dat hij zijn vrouw niet zal opofferen voor zijn baan, in tegenstelling tot Jack.

## Seizoen 4
In seizoen vier heeft Almeida's vrouw Michelle Dessler hem verlaten nadat hij ging drinken na zijn vrijlating uit de gevangenis. Hij ging samenwonen met zijn nieuwe vriendin Jen Slater. Halverwege seizoen 4 heeft Jack hem nodig; Jack is samen met Audrey op zoek naar beveiligingsbeelden bij het gebouw van een beveiligingsbedrijf wanneer een groept terroristen het gebouw komt binnenvallen. Tony redt Jacks en Audreys leven. Hij wil echter niet verder bij de gebeurtenissen van vandaag betrokken worden, en Jack respecteert dat. Tony bedenkt zich echter omdat hij nogal stom vindt om zijn vriend alleen verder te laten gaan terwijl hij zojuist zijn leven redde.
Wanneer Tony en Jack doorgaan met het onderzoek blijkt hij nog net zo waardevol als voorheen. Hij raakt al snel betrokken in de gebeurtenissen, hij helpt Jack met het redden van Behrooz van Navi Araz en helpt hem met het redden van Henry Powell voordat Marwans sluipschutter hem kan neerschieten. Jack overtuigt hem om op tijdelijke basis terug te keren bij CTU om er tactisch werk voor Jack te verrichten. Er ontstaat echter spanning wanneer Alemeida's voormalige vrouw Michelle Dessler en haar voormalige vriend Bill Buchanan het leiderschap van CTU overnemen, omdat Erin Driscoll die functie om persoonlijke redenen niet meer kan uitvoeren.
Aanvankelijk gaat de samenwerking tussen Tony en Michelle nogal moeizaam, maar uiteindelijk groeien de twee weer naar elkaar, en aan het einde van de dag besluiten ze beide CTU te verlaten op een nieuw leven te beginnen. Echter, het lijkt niet tot zover te komen, want vlak voor het einde van het seizoen wordt Tony gegijzeld door terroriste Mandy. Ze dreigt Tony te doden tenzij Michelle de politie wegstuurt en een veilige uitweg voor haar zoekt. Michelle besluit mee te werken, maar op het laatste moment vertelt ze het dilemma aan Bill Buchanan. Mandy zegt dat ze politie ziet en daarom blaast ze zichzelf samen met Tony op, waarna Michelle hevig van streek het CTU-gebouw verlaat. Na onderzoek van Jack Bauer blijkt dat Tony en Mandy niet in die auto zaten. Door ingrijpen van Jack Bauer en zijn tactische teams weten ze Tony in veiligheid te brengen.
Aan het einde van seizoen 4 wordt besloten de dood van Jack Bauer in scène te zetten om te voorkomen dat de Chinese overheid hem zal oppakken vanwege zijn betrokkenheid bij de overval van de Chinese ambassade. Tony speelt een belangrijke rol bij het in scène zetten van Jacks dood. In de laatste paar minuten van het seizoen neemt Jack emotioneel afscheid van Tony en Michelle. Tony en Michelle rijden met hun auto weg terwijl Jack wegloopt en de zon onder gaat.

## Seizoen 5
Aan het begin van seizoen vijf werken Tony en Michelle Dessler niet langer bij CTU en lijkt het erop dat ze samen een gelukkig leven hebben. Nadat ze te horen krijgen dat president David Palmer vermoord is besluit Michelle naar CTU te gaan om assistentie te verlenen bij het onderzoek. Tony aarzelt of hij wel mee moet gaan en besluit haar te volgen. Michelle stapt in de auto en start de motor, waarna de gehele auto ontploft en ze vermoedelijk dood is. Tony houdt haar vast en dan veroorzaakt de benzinetank een tweede explosie waarbij Tony zwaargewond raakt.
Tony wordt gewond naar de medische divisie van CTU gebracht, waar agent Curtis Manning met hem wil spreken, maar omdat er druk op Tony's linker hersenhelft gehouden moet worden is dat onmogelijk. Walt Cummings stuurt vanuit het Witte Huis een mannetje om Jack Bauer te vermoorden. Jack is inmiddels op de hoogte van de aanslag op Tony's leven en wil met hem praten. Dan wil Walt Cummings mannetje Jack vermoorden, maar in een snelle reflex weet Jack hem te doden.
Een paar uur later wordt Tony wakker. Hij krijgt van CTU-directeur Bill Buchanan te horen dat Michelles conditie onbekend is, om te voorkomen dat Tony in shock raakt. Tony vermoedt al dat ze dood is en ontsnapt uit de medische divisie om in een computer inzage te krijgen in de conditie van Michelle, waarna hij ontdekt dat ze werkelijk dood is.
Tony keert terug naar de medische divisie, waar ook Christopher Henderson ligt, die betrokken was bij de dood van zijn vrouw. Tony, die voelt dat hij niets meer heeft om voor te leven, besluit Henderson te doden met een overdosis hyposcine-pentothal. Henderson pakt de spuit van hem af en spuit de substantie in Tony's lichaam. Jack snelt naar hem toe en ziet wat er gebeurt. Hij houdt Tony's lichaam in zijn armen. De laatste woorden die hij zei sprak hij uit om acht uur 's middags: "She's gone Jack" ("Ze is er niet meer, Jack").
Hoewel in seizoen 5 en 6 meerdere malen gezegd wordt dat Tony is overleden, werd zijn dood niet geëerd met een stille klok (24-afleveringen eindigen steevast met een tikkende klok), ongebruikelijk voor belangrijke personages die sterven. In september 2007 werd dan ook bevestigd dat Tony terug zal keren in de serie.

## Seizoen 7
Tony Almeida lijkt met terroristen samen te werken om de CIP-firewall, die alle kritieke computersystemen met betrekking tot nutsbedrijven, vervoer ed. beveiligd, te doorbreken. Later blijkt Almeida geen terrorist te zijn. Hij werkt namelijk samen met Chloe O'Brian en Bill Buchanan aan een undercover operatie om Ike Dubaku te stoppen. Nadat dit gelukt is helpt hij ook om Juma en Starkwood te stoppen maar in uitzending 18 blijkt Tony toch wel terrorist te zijn, hij vermoordt namelijk Larry Moss en nog twee FBI-agenten, hij werkt samen met Galvez, degene die het laatste biowapen in zijn bezit heeft. Nadat Tony Galvez vermoord heeft en zelf het biowapen in bezit heeft blijkt Tony samen te werken met Cara en haar groep, bestaande uit onafhankelijke veiligheidsinstellingen, deze willen Amerika laten zien dat alleen zij Amerika kunnen beschermen. Tony gaat dan Al-Jibraan zoeken, hij wordt door vals bewijs als de dader van de aanslag aangewezen.
Aan het eind van het seizoen blijkt Tony samen te werken met de terroristen om in de buurt te komen van Alan Wilson de man die opdracht gaf Tony's vrouw Michelle Dessler te vermoorden en de man achter Charles Logan. Tony vertelt Wilson dat hij niet alleen zijn vrouw vermoord heeft, maar ook zijn zoon want Michelle was zwanger van hem. Als Tony Wilson probeert te vermoorden schiet Jack Tony in zijn been.